# Pailly (Yonne)
Pailly é uma comuna francesa na região administrativa de Borgonha-Franco-Condado, no departamento de Yonne. Estende-se por uma área de 15,55 km². Em 2010 a comuna tinha 316 habitantes (densidade: 20,3 hab./km²).